# Ctenus rufisternis
Ctenus rufisternis is een spinnensoort uit de familie van de kamspinnen (Ctenidae).
De wetenschappelijke naam van de soort werd in 1899 gepubliceerd door Reginald Innes Pocock.